# 杜威洪堡 (亚利桑那州)
杜威洪堡（英文：Dewey-Humboldt），是美国亚利桑那州亚瓦派县下属的一座城市。面积约为18.59平方英里（约合48.1平方公里）。根据2010年美国人口普查，该市有人口3,894人，人口密度为209.5/平方英里。在建制上，该市属于“Town”。